# Jason Dolley
Jason Scott Dolley (ur. 5 lipca 1991 w Los Angeles) – amerykański aktor. Występował w roli Newtona „Newta” Livingstona III w sitcomie familijnym Disney Channel Cory w Białym Domu (Cory in the House, 2007–2008) i jako PJ Duncan w serialu Disney Channel Powodzenia, Charlie! (Good Luck Charlie, 2010–2014).

## Życiorys
Urodził się w Los Angeles w Kalifornii jako syn Michelle i Larry’ego Dolleyów. Jego rodzina miała pochodzenie angielskie, szkockiego, niemieckiego, szwedzkiego i norweskie. Wychowywał się z trzema braćmi: Benem, Larrym i Jeffreyem, z którym po raz pierwszy wystąpił na scenie na szkolnym pokazie talentów, gdzie wykonał utwór Abbott i Costello „Who’s On First”. Aktywnie uczestniczył w kościelnej grupie młodzieżowej. Ukończył Moorpark College w Moorpark. Uczęszczał na kursy filozofii na California Lutheran University w Thousand Oaks.
Karierę rozpoczął w wieku 11 lat grając postać Dylana Foxa, próbującego poradzić sobie ze stratą swojego najlepszego przyjaciela, w nagradzanym dramacie krótkometrażowym Chasing Daylight (2004), za którą był nominowany do Young Artist Awards za najlepszy występ w filmie krótkometrażowym. Przełom nastąpił w 2004, kiedy pracował z Melem Gibsonem nad krótkotrwałym sitcomem ABC Świat według Dzikich (Complete Savages, 2004–2005) z Keithem Carradine, a za rolę jako trzynastoletni T.J., najmłodszy z pięciu braci Savage, został uhonorowany Young Artist Awards w kategorii najlepszy występ w serialu telewizyjnym (komedii lub dramacie) – młody aktor drugoplanowy.
Był obsadzony także w dramacie familijnym Shiloh w opałach (Saving Shiloh, 2006) z Geraldem McRaneyem. W komedii Tajmiaki (Minutemen, 2008) wystąpił w roli Virgila Foksa, premiera filmu odbyła się 29 lutego 2008 w stacji Disney Channel. W tej samej stacji zagrał także główną rolę jako Pete w filmie O, kurczę! (Hatching Pete, 2009).
Nagrał też kilka piosenek, w tym „Baby It’s You” i „Stupid Cupid”.

## Filmografia
Filmy
| Rok  | Tytuł                                                 | Rola                 |
| ---- | ----------------------------------------------------- | -------------------- |
| 2004 | Chasing Daylight (film krótkometrażowy)               | Dylan Fox            |
| 2006 | Shiloh w opałach (Saving Shiloh)                      | Marty Preston        |
| 2006 | Czytaj i płacz (TV)                                   | Connor Kennedy       |
| 2007 | Odwrócić przeznaczenie (The Air I Breathe)            | młody przyjemniaczek |
| 2008 | Tajmiaki (TV)                                         | Virgil Fox           |
| 2009 | O, kurczę! (TV)                                       | Pete                 |
| 2011 | Powodzenia, Charlie: Szerokiej drogi (TV)             | PJ Duncan            |
| 2011 | Wielkie zawody w Przystani Elfów (Pixie Hollow Games) | Rumble (głos)        |
| 2014 | Helicopter Mom                                        | Lloyd                |

Seriale TV
| Rok       | Tytuł                                     | Rola                         |
| --------- | ----------------------------------------- | ---------------------------- |
| 2004–2005 | Świat według Dzikich (Complete Savages)   | T.J. Savage                  |
| 2007–2008 | Cory w Białym Domu                        | Newton „Newt” Livingston III |
| 2008      | Wymiennicy (The Replacements)             | Skip Tripper (głos)          |
| 2009      | Poruszamy wyobraźnię (Imagination Movers) | książę z bajki               |
| 2010–2014 | Powodzenia, Charlie!                      | PJ Duncan                    |
| 2011      | Jessie                                    | młody Mickey Holloway        |
| 2014      | Mroczne zagadki Los Angeles               | James „J-Me” Martin Elliott  |
| 2018      | The Ranch                                 | dr Hopkins                   |
| 2018–2019 | Nie ma lekko                              | Kevin                        |